# Haji
Haji, de son vrai nom Barbarella Catton, née le 24 janvier 1946 au Québec et morte le 10 août 2013,, est une actrice canadienne et ancienne stripteaseuse.

## Biographie
Elle est connue pour son rôle dans le film Faster, Pussycat! Kill! Kill! (1965) de Russ Meyer. Elle a apporté une contribution significative à son travail en introduisant de nouveaux éléments de psychédélisme et de sorcellerie ainsi que l'écriture de la plupart de ses dialogues.

## Filmographie
- Motorpsycho (1965)
- Faster, Pussycat! Kill! Kill! (1965)
- Good Morning and... Goodbye! (1967)
- Supervixens (1975)
- Killer Drag Queens on Dope (2003)